# Pete Lovely
Gerald Carlton „Pete“ Lovely (* 11. April 1926 in Livingston, Montana; † 15. Mai 2011 in Tacoma, Washington) war ein US-amerikanischer Autorennfahrer.

## Karriere
Pete Lovely gewann 1955 die SCCA-Sportwagenserie in den USA und kam in den späten 1950er Jahren nach Europa, um für Lotus Rennen zu fahren. 1958 feierte er gemeinsam mit Innes Ireland einen Klassensieg beim 12-Stunden-Rennen von Reims. Ein erster Versuch, in der Automobil-Weltmeisterschaft Fuß zu fassen, scheiterte, da er sich für den Großen Preis von Monaco 1959 nicht qualifizieren konnte.
Lovely kehrte in die Vereinigten Staaten zurück und feierte 1960 sein Debüt in der höchsten Monoposto-Klasse. Beim Großen Preis der USA fuhr er einen Cooper T45 und wurde mit sechs Runden Rückstand auf den Sieger Stirling Moss Elfter.
In den 1960er-Jahren baute er eine Volkswagen-Vertretung in Seattle auf und gab 1969 ein Comeback in der Automobil-Weltmeisterschaft. Mit einem Lotus 49B bestritt er zwischen 1969 und 1971 sechs Grand-Prix-Weltmeisterschaftsläufe. Punkte für die Fahrermeisterschaft konnte er nicht erzielen. Lovely blieb dem Rennsport bis in die 1990er Jahre treu und beteiligte sich oft an Rennveranstaltungen für historische Rennfahrzeuge.

## Statistik

### Statistik in der Automobil-Weltmeisterschaft

#### Gesamtübersicht
| Saison | Team                        | Chassis          | Motor                | Rennen | Siege | Zweiter | Dritter | Poles | schn. Rennrunden | Punkte | WM-Pos. |
| ------ | --------------------------- | ---------------- | -------------------- | ------ | ----- | ------- | ------- | ----- | ---------------- | ------ | ------- |
| 1960   | Fred Armbruster             | Cooper T45       | Ferrari 2.5 L4       | 1      | −     | −       | −       | −     | −                | −      | NC      |
| 1969   | Pete Lovely Volkswagen Inc. | Lotus 49B        | Ford-Cosworth 3.0 V8 | 3      | −     | −       | −       | −     | −                | −      | NC      |
| 1970   | Pete Lovely Volkswagen Inc. | Lotus 49B        | Ford-Cosworth 3.0 V8 | 1      | −     | −       | −       | −     | −                | −      | NC      |
| 1971   | Pete Lovely Volkswagen Inc. | Lotus 69 Special | Ford-Cosworth 3.0 V8 | 2      | −     | −       | −       | −     | −                | −      | NC      |
| Gesamt | Gesamt                      | Gesamt           | Gesamt               | 7      | −     | −       | −       | −     | −                | −      |         |

#### Einzelergebnisse
| Saison | 1 | 2 | 3 | 4   | 5   | 6  | 7 | 8 | 9   | 10 | 11  | 12 | 13 |
| ------ | - | - | - | --- | --- | -- | - | - | --- | -- | --- | -- | -- |
| 1959   |   |   |   |     |     |    |   |   |     |    |     |    |    |
| DNQ    |   |   |   |     |     |    |   |   |     |    |     |    |    |
| 1960   |   |   |   |     |     |    |   |   |     |    |     |    |    |
|        |   |   |   |     |     |    |   |   | 11  |    |     |    |    |
| 1969   |   |   |   |     |     |    |   |   |     |    |     |    |    |
|        |   |   |   |     |     |    |   | 7 | DNF | 9  |     |    |    |
| 1970   |   |   |   |     |     |    |   |   |     |    |     |    |    |
|        |   |   |   | DNQ | DNQ | NC |   |   |     |    | DNQ |    |    |
| 1971   |   |   |   |     |     |    |   |   |     |    |     |    |    |
|        |   |   |   |     |     |    |   |   | NC  | NC |     |    |    |

| Legende  | Legende            | Legende                                                          |
| Farbe    | Abkürzung          | Bedeutung                                                        |
| -------- | ------------------ | ---------------------------------------------------------------- |
| Gold     | –                  | Sieg                                                             |
| Silber   | –                  | 2. Platz                                                         |
| Bronze   | –                  | 3. Platz                                                         |
| Grün     | –                  | Platzierung in den Punkten                                       |
| Blau     | –                  | Klassifiziert außerhalb der Punkteränge                          |
| Violett  | DNF                | Rennen nicht beendet (did not finish)                            |
| Violett  | NC                 | nicht klassifiziert (not classified)                             |
| Rot      | DNQ                | nicht qualifiziert (did not qualify)                             |
| Rot      | DNPQ               | in Vorqualifikation gescheitert (did not pre-qualify)            |
| Schwarz  | DSQ                | disqualifiziert (disqualified)                                   |
| Weiß     | DNS                | nicht am Start (did not start)                                   |
| Weiß     | WD                 | zurückgezogen (withdrawn)                                        |
| Hellblau | PO                 | nur am Training teilgenommen (practiced only)                    |
| Hellblau | TD                 | Freitags-Testfahrer (test driver)                                |
| ohne     | DNP                | nicht am Training teilgenommen (did not practice)                |
| ohne     | INJ                | verletzt oder krank (injured)                                    |
| ohne     | EX                 | ausgeschlossen (excluded)                                        |
| ohne     | DNA                | nicht erschienen (did not arrive)                                |
| ohne     | C                  | Rennen abgesagt (cancelled)                                      |
| ohne     | keine WM-Teilnahme |                                                                  |
| sonstige | P/fett             | Pole-Position                                                    |
| sonstige | 1/2/3/4/5/6/7/8    | Punktplatzierung im Sprint-/Qualifikationsrennen                 |
| sonstige | SR/kursiv          | Schnellste Rennrunde                                             |
| sonstige | *                  | nicht im Ziel, aufgrund der zurückgelegten Distanz aber gewertet |
| sonstige | ()                 | Streichresultate                                                 |
| sonstige | unterstrichen      | Führender in der Gesamtwertung                                   |

### Le-Mans-Ergebnisse
| Jahr | Team                   | Fahrzeug   | Teamkollege     | Platzierung | Ausfallgrund |
| ---- | ---------------------- | ---------- | --------------- | ----------- | ------------ |
| 1958 | Team Lotus Engineering | Lotus Mk15 | Jay Chamberlain | Ausfall     | Unfall       |

### Sebring-Ergebnisse
| Jahr | Team                   | Fahrzeug                | Teamkollege     | Teamkollege | Platzierung            | Ausfallgrund |
| ---- | ---------------------- | ----------------------- | --------------- | ----------- | ---------------------- | ------------ |
| 1956 | John Edgar Enterprises | Porsche 550 Spyder      | Jack McAfee     |             | Rang 7                 |              |
| 1957 | Lindsay Hopkins        | Chevrolet Corvette SR-2 | Paul O’Shea     |             | Rang 16                |              |
| 1958 | Jim Kimberly           | Maserati 200SI          | Jim Kimberly    |             | Ausfall                | Wasserpumpe  |
| 1959 | Team Lotus             | Lotus Elite             | Jay Chamberlain | Sam Weiss   | Rang 21                |              |
| 1960 | Jack Nethercutt        | Ferrari 250TR59/60      | Jack Nethercutt |             | Rang 3 und Klassensieg |              |
| 1961 | Jack Nethercutt        | Ferrari 250TR59/60      | Jack Nethercutt |             | Ausfall                | Ölpumpe      |

### Einzelergebnisse in der Sportwagen-Weltmeisterschaft
| Saison | Team                   | Rennwagen                 | 1   | 2   | 3   | 4   | 5   | 6   | 7   |
| ------ | ---------------------- | ------------------------- | --- | --- | --- | --- | --- | --- | --- |
| 1956   | John Edgar Enterprises | Porsche 550               | BUA | SEB | MIM | NÜR | KRI |     |     |
| 1956   | John Edgar Enterprises | Porsche 550               | 7   |     |     |     |     |     |     |
| 1957   | Lindsay Hopkins        | Chevrolet Corvette SR-2   | BUA | SEB | MIM | NÜR | LEM | KRI | CAR |
| 1957   | Lindsay Hopkins        | Chevrolet Corvette SR-2   | 16  |     |     |     |     |     |     |
| 1958   | Jim Kimberly Lotus     | Maserati 200SI Lotus Mk15 | BUA | SEB | TAR | NÜR | LEM | RTT |     |
| 1958   | Jim Kimberly Lotus     | Maserati 200SI Lotus Mk15 |     | DNF |     |     | DNF |     |     |
| 1959   | Lotus                  | Lotus Elite               | SEB | TAR | NÜR | LEM | RTT |     |     |
| 1959   | Lotus                  | Lotus Elite               | 21  |     |     |     |     |     |     |
| 1960   | Jack Nethercutt        | Ferrari 250TR             | BUA | SEB | TAR | NÜR | LEM |     |     |
| 1960   | Jack Nethercutt        | Ferrari 250TR             | 3   |     |     |     |     |     |     |
| 1961   | Jack Nethercutt        | Ferrari 250TR             | SEB | TAR | NÜR | LEM | PES |     |     |
| 1961   | Jack Nethercutt        | Ferrari 250TR             | DNF |     |     |     |     |     |     |

## Einzelnachweis
1. ↑  Todesnachricht (Memento vom 16. Januar 2016 im Internet Archive), abgerufen am 19. Mai 2011 (englisch)

| Personendaten    | Personendaten                    |
| ---------------- | -------------------------------- |
| NAME             | Lovely, Pete                     |
| ALTERNATIVNAMEN  | Lovely, Gerald Carlton           |
| KURZBESCHREIBUNG | US-amerikanischer Autorennfahrer |
| GEBURTSDATUM     | 11. April 1926                   |
| GEBURTSORT       | Livingston (Montana), Montana    |
| STERBEDATUM      | 15. Mai 2011                     |
| STERBEORT        | Tacoma, Washington               |